# Marcello Guidi
Marcello Guidi (* 2. Januar 1928 in Rom) ist ein ehemaliger italienischer Diplomat.

## Leben
Er war ab dem 28. März 1984 italienischer Botschafter in Japan. Es folgte bereits 1985 eine Funktion als NATO-Beauftragter Italiens in Brüssel. Der promovierte Guidi übernahm später ab dem 5. Juli 1989 den Posten als italienischer Botschafter in der Bundesrepublik Deutschland in Bonn. Die Funktion hatte er bis 1992 inne. Später wurde er Vorsitzender des Istituto per gli Studi di Politica Internazionale (ISPI).
Guidi interessiert sich auch für klassische Musik, Opern, Filme und Filmgeschichte, darüber hinaus sammelt er Antiquitäten.